# Парламентские выборы в Юго-Западной Африке (1934)
31 октября 1934 года в Намибии прошли парламентские выборы, победу в которых одержала Юго-Западная объединенная национальная партия.

## Результат
Парламент состоял из 18 мест: 12 избирались в одномандатных округах, а остальные шесть — назначались Администратором территории.
На выборы явилось 4 153 избирателя. В результате выборов Юго-Западная объединенная национальная партия выиграла три места в одномандатных округах. Из шести мест, назначенных Администратором, два принадлежали Немецкой лиге Юго-Западной Африки, остальные четыре — Юго-Западной объединенной национальной партии.